# 니하루촌 (가나가와현)
니하루촌(일본어: 新治村)은  1889년 4월 1일부터 1939년 4월 1일까지 존재했던 일본 가나가와현 쓰즈키군의 촌이다.

## 지리
현재의 요코하마시 미도리구의 거의 전역, 호도가야구 북부에 해당한다.

## 역사
- 1889년 4월 1일 - 정촌제 시행에 의해 쓰즈키군 니하루촌이 성립하였다.
- 1939년 4월 1일 - 요코하마시에 편입해, 동일 나카가와촌은 폐지되어, 동일에 신설된 고호쿠구의 일부가 되었다.
- 1969년 4월 1일 - 요코하마시 고호쿠구에서 분구해 미도리구가 되었다.

## 교통

### 철도
- 철도성 (→ JR동일본)
  - 요코하마선

현재는 요코하마선 가모이역, 도카이치바역, 요코하마시영지하철 그린라인의 나카야마역이 존재하지만 당시에는 미개통 상태였다.

### 도로
- 나카바라 가도

## 참고 문헌
- 角川日本地名大辞典編纂委員会,『角川日本地名大辞典 神奈川県』1984, 角川書店
- 小幡宗海編『神奈川文庫 第五集 百家明鑑』神奈川文庫事務所、1900年。
- 大日本篤農家名鑑編纂所編『大日本篤農家名鑑』大日本篤農家名鑑編纂所、1910年。